# Raxruhá
Raxruhá (del q'ekch'i, significa «río de aguas verdes») es un municipio del departamento de Alta Verapaz en la República de Guatemala. Cuando fue aprobado el 20 de febrero de 2008 por el Congreso de la República, fue el municipio N.º333 del país y el N.º 17 del departamento de Alta Verapaz de la región occidental de Guatemala. Raxruha está ubicado a 115 kilómetros de la cabecera departamental Cobán y a 330 kilómetros de la capital Ciudad de Guatemala.
Se encuentra en la región conocida como Franja Transversal del Norte.

## Toponimia
El nombre Raxruhá proviene del q'ekch'i, específicamente de los términos «rax» que significa «verde», «ru» que significa «su rostro» y «ha» que significa «agua»; de esta forma, Raxruhá significa «río de aguas verdes».

## Geografía física

### Clima
El clima de la cabecera departamental de Raxruhá es tropical.
| Parámetros climáticos promedio de Raxruhá | Parámetros climáticos promedio de Raxruhá | Parámetros climáticos promedio de Raxruhá | Parámetros climáticos promedio de Raxruhá | Parámetros climáticos promedio de Raxruhá | Parámetros climáticos promedio de Raxruhá | Parámetros climáticos promedio de Raxruhá | Parámetros climáticos promedio de Raxruhá | Parámetros climáticos promedio de Raxruhá | Parámetros climáticos promedio de Raxruhá | Parámetros climáticos promedio de Raxruhá | Parámetros climáticos promedio de Raxruhá | Parámetros climáticos promedio de Raxruhá | Parámetros climáticos promedio de Raxruhá |
| Mes                                       | Ene.                                      | Feb.                                      | Mar.                                      | Abr.                                      | May.                                      | Jun.                                      | Jul.                                      | Ago.                                      | Sep.                                      | Oct.                                      | Nov.                                      | Dic.                                      | Anual                                     |
| ----------------------------------------- | ----------------------------------------- | ----------------------------------------- | ----------------------------------------- | ----------------------------------------- | ----------------------------------------- | ----------------------------------------- | ----------------------------------------- | ----------------------------------------- | ----------------------------------------- | ----------------------------------------- | ----------------------------------------- | ----------------------------------------- | ----------------------------------------- |
| Temp. máx. media (°C)                     | 26.3                                      | 28.4                                      | 29.8                                      | 31.6                                      | 31.6                                      | 31.8                                      | 30.0                                      | 30.4                                      | 30.4                                      | 29.6                                      | 27.8                                      | 26.8                                      | 29.5                                      |
| Temp. media (°C)                          | 22.5                                      | 23.5                                      | 25.1                                      | 26.5                                      | 27.1                                      | 27.4                                      | 26.2                                      | 26.4                                      | 26.3                                      | 25.7                                      | 24.0                                      | 22.5                                      | 25.3                                      |
| Temp. mín. media (°C)                     | 18.8                                      | 18.6                                      | 20.5                                      | 21.4                                      | 22.6                                      | 23.0                                      | 22.5                                      | 22.4                                      | 22.2                                      | 21.8                                      | 20.3                                      | 18.3                                      | 21                                        |
| Precipitación total (mm)                  | 138                                       | 74                                        | 79                                        | 88                                        | 189                                       | 318                                       | 335                                       | 258                                       | 301                                       | 278                                       | 203                                       | 159                                       | 2420                                      |
| Fuente: Climate-Data.org                  |                                           |                                           |                                           |                                           |                                           |                                           |                                           |                                           |                                           |                                           |                                           |                                           |                                           |

### Ubicación geográfica
Raxruhá está en el departamento de Alta Verapaz, y rodeada por los municipios Chisec y Fray Bartolomé de las Casas:
- Norte, sur, noroeste, suroeste y oeste: Chisec
- Este, noreste y sur: Fray Bartolomé de las Casas[6]

| Noroeste: Chisec | Norte: Chisec | Nordeste: Fray Bartolomé de las Casas |
| Oeste: Chisec    |               | Este: Fray Bartolomé de las Casas     |
| Suroeste: Chisec | Sur: Chisec   | Sureste: Fray Bartolomé de las Casas  |

## Gobierno municipal
Los municipios se encuentran regulados en diversas leyes de la República, que establecen su forma de organización, lo relativo a la conformación de sus órganos administrativos y los tributos destinados para los mismos.  Aunque se trata de entidades autónomas, se encuentran sujetas a la legislación nacional. Las principales leyes que rigen a los municipios en Guatemala desde 1985 son:
| N.º | Ley                                                | Descripción |
| --- | -------------------------------------------------- | --- |
| 1   | Constitución Política de la República de Guatemala | Tiene una regulación legal específica para los municipios en los artículos 253 al 262. |
| 2   | Ley Electoral y de Partidos Políticos              | Ley de carácter constitucional aplicable a los municipios en el tema de la conformación de sus autoridades electas. |
| 3   | Código Municipal                                   | Decreto 12-2002 del Congreso de la República de Guatemala. Tiene la categoría de ley ordinaria y contiene preceptos generales aplicables a todos los municipios, e inclusive contiene legislación referente a la creación de los municipios.             |
| 4   | Ley de Servicio Municipal                          | Decreto 1-87 del Congreso de la República de Guatemala. Regula las relaciones entra la municipalidad y los servidores públicos en materia laboral. Tiene su base constitucional en el artículo 262 de la constitución que ordena la emisión de la misma. |
| 5   | Ley General de Descentralización                   | Decreto 14-2002 del Congreso de la República de Guatemala. Regula el deber constitucional del Estado, y por ende del municipio, de promover y aplicar la descentralización y desconcentración económica y administrativa.                                |

El gobierno de los municipios de Guatemala está a cargo de un Concejo Municipal mientras que el código municipal —que tiene carácter de ley ordinaria y contiene disposiciones que se aplican a todos los municipios de Guatemala— establece que «el concejo municipal es el órgano colegiado superior de deliberación y de decisión de los asuntos municipales […] y tiene su sede en la circunscripción de la cabecera municipal». Por último, el artículo 33 del mencionado código establece que «[le] corresponde con exclusividad al concejo municipal el ejercicio del gobierno del municipio».
El concejo municipal se integra con el alcalde, los síndicos y concejales, electos directamente por sufragio universal y secreto para un período de cuatro años, pudiendo ser reelectos.
Existen también las Alcaldías Auxiliares, los Comités Comunitarios de Desarrollo (COCODE), el Comité Municipal del Desarrollo (COMUDE), las asociaciones culturales y las comisiones de trabajo. Los alcaldes auxiliares son elegidos por las comunidades de acuerdo a sus principios, valores, procedimientos y tradiciones, estos se reúnen con el alcalde municipal el primer domingo de cada mes. Los Comités Comunitarios de Desarrollo y el Consejo Municipal de Desarrollo tiene como función organizar y facilitar la participación de las comunidades priorizando necesidades y problemas.

## Historia
Los primeros pobladores del municipio de Raxruhá fueron quekchíes, kakchiqueles y achies que fueron etnias originarias del departamento de Baja Verapaz, quienes llegaron al terreno de Raxruha en los años de 1940. Personas que buscaban tierras para cultivo y así se lograron apoderar del terreno y lo nombraron Raxruhá que traducido es aguas verdes, verdes por la clorofila de las hojas de los árboles de la rivera de los ríos. 

### Franja Transversal del Norte
Tras el derrocamiento del presidente Jacobo Árbenz en 1954, se creó el Consejo de Planificación Económica (CNPE), el cual empezó a utilizar estrategias de libre mercado, asesorado por el Banco Mundial y por la Administración de Cooperación Internacional (ICA) del gobierno de los Estados Unidos.  El CNPE y la ICA crearon la Dirección General de Asuntos Agrarios (DGAA) la cual se encargó de desmantelar los efectos del Decreto 900 del gobierno de Jacobo Árbenz Guzmán.  La DGAA se encargó de la faja geográfica que colindaba con el límite departamental de Petén y las fronteras de Belice, Honduras y México, y que con el tiempo se llamaría Franja Transversal del Norte (FTN).
Al principio, la importancia de la región estaba en la ganadería, la explotación de madera preciosas para exportación y la riqueza arqueológica.  Contratos madereros se dieron a empresas trasnacionales, como la Murphy Pacific Corporation de California, que invirtió 30 millones de dólares para la colonización del sur de Petén y Alta Verapaz, y formó la Compañía Impulsadora del Norte, S.A.  La colonización del área se hizo por medio de un proceso por el que se otorgaban tierras en zonas inhóspitas de la FTN a campesinos.
En 1962, la DGAA se convirtió en el Instituto Nacional de Transformación Agraria (INTA), por el decreto 1551 que creó la ley de Transformación Agraria.  En 1964, el INTA definió la geografía de la FTN como la parte norte de los departamentos de Huehuetenango, Quiché, Alta Verapaz e Izabal y ese mismo año sacerdotes de la orden Maryknoll y de la Orden del Sagrado Corazón iniciaron el primer proceso de colonización, junto con el INTA, llevando a pobladores de Huehuetenango al sector de Ixcán en Quiché.
La Franja Transversal del Norte fue creada oficialmente durante el gobierno del general Carlos Arana Osorio en 1970, mediante el Decreto 60-70 en el Congreso de la República, para el establecimiento de desarrollo agrario. Altos oficiales guatemaltecos -incluyendo el presidente Fernando Romeo Lucas García y el expresidente Kjell Eugenio Laugerud García- se convirtieron entonces en grandes terratenientes e inversionistas aprovechando las políticas de traslado de campesinos, acceso a información privilegiada, ampliación del crédito público y grandes proyectos de desarrollo; de hecho, la oficialidad guatemalteca formó el Banco del Ejército, y diversificó sus fondos de pensión.

### Separación de Chisec
En los primeros tiempos del municipio fue considerada por mucho tiempo una aldea del municipio de Chisec de Alta Verapaz, pero debido al gran desarrollo y a la gran extensión territorial los pobladores lucharon para que subiera de categoría como un municipio de Guatemala. El 20 de febrero de 2008 se oficializó el cambio de posición de aldea a municipio.

## Idiomas
Las habitantes actuales del municipio en su mayoría son originarias del departamento de Baja Verapaz y es por eso que las lenguas indígenas no han desaparecido del municipio. Las principales leguas que el municipio de Raxruhá tiene son:
- Quekchí
- Kakchikel
- Poqomchí
- Achí

## Producción
Las principales fuentes de producción que tiene el municipio de Raxruhá son la agricultura ya que con las tierras fértiles que el municipio cuenta los cultivos son aprovechados y cosechados por los pobladores y la ganadería. Las principales cosechas que el municipio tiene son:
- Maíz
- Frijol
- Arroz
- Maní
- Achiote

La ganadería es una de las principales actividades que los pobladores tienen ya que durante todo el tiempo han sido una de las principales fuentes de comercio que han adquirido durante años. Entre las diferentes producciones que Raxruha obtiene son la carne y lácteos como la leche, queso y crema.

## Turismo
Su principal atractivo turístico e histórico son las Grutas de Candelaria, las cuales son famosas tanto por su belleza natural y geológica como por el significado que tenáan para la Cultura maya.
Grutas de Candelaria

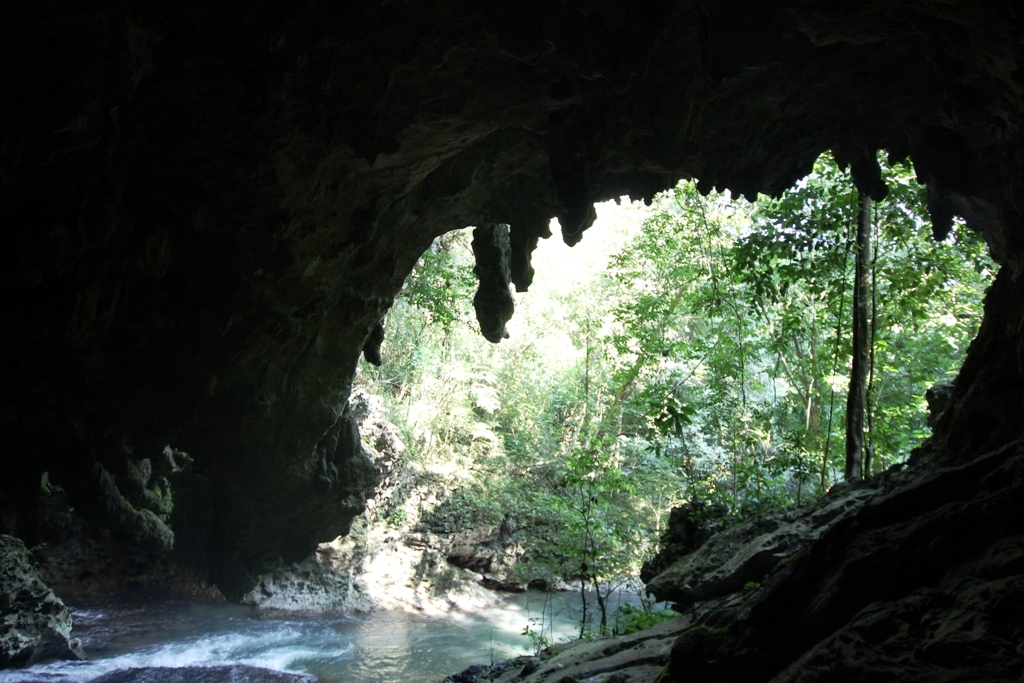
Río Candelaria (subterráneo)
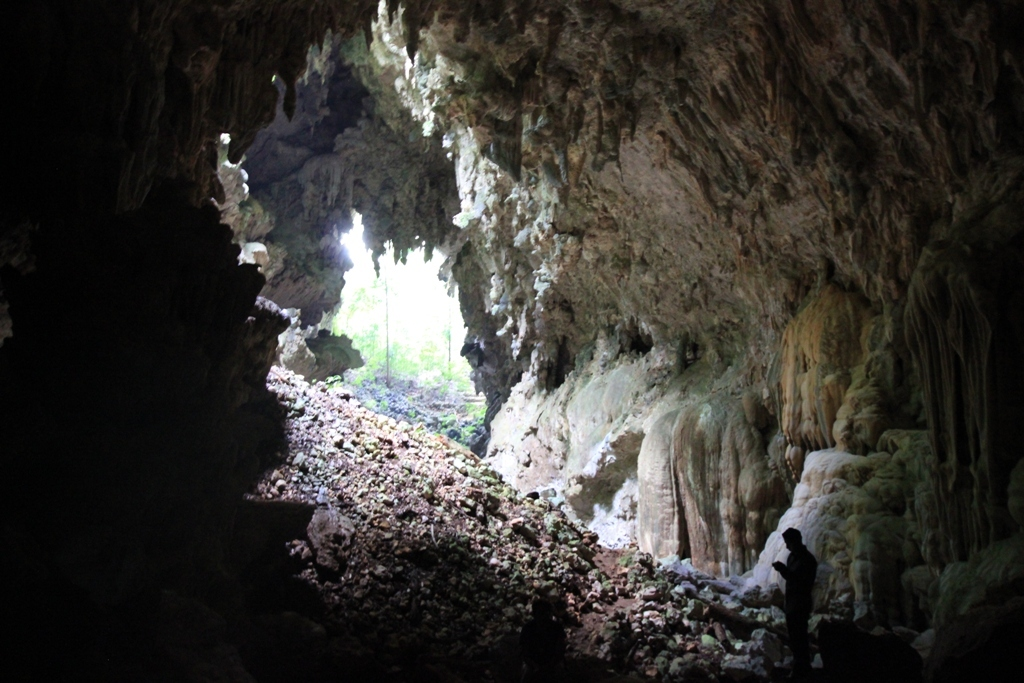
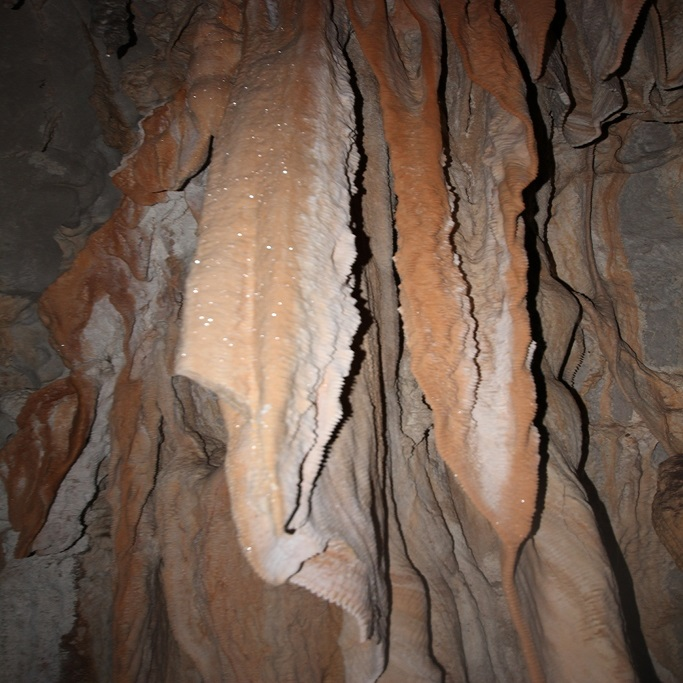